# Aleksander Kossakowski
Aleksander Kossakowski (ur. 15 marca 1994 r. w Kielcach) – polski niepełnosprawny lekkoatleta specjalizujący się w biegach długich klasyfikacji T11, dwukrotny brązowy medalista mistrzostw świata, mistrz Europy.

## Życiorys
Aleksander urodził się 15 marca 1994 roku w Kielcach. W wieku sześciu lat wykryto u niego barwnikowe zwyrodnienie siatkówki, przez co obecnie widzi ok. 3% obrazu zdrowego oka. Sportem się zajął, będąc jeszcze uczniem gimnazjum. Sprawiając kłopoty rodzicom, ojciec wysłał go na obóz lekkoatletyczny z ówczesnym trenerem Krzysztofem Jóźwikiem. Powróciwszy do domu, zaczął regularnie trenować. Obecnie kształci się na Uniwersytecie Jana Kochanowskiego w Kielcach na kierunku turystyki i rekreacji.
Na mistrzostwach świata zadebiutował w 2015 roku podczas mistrzostw świata w Dosze. W biegu na 1500 metrów (T11) wraz z przewodnikiem Sylwestrem Lepiarzem zajął czwarte miejsce, przegrywając trzecie miejsce z Turkiem Hasanem Hüseyinem Kaçarem.
Następnego roku zdobył brązowy medal mistrzostw Europy rozegranych we włoskiej miejscowości Grosseto na dystansie 1500 metrów. Po 120 metrach zgubił obuwie przez nadepnięcie przeciwnika na jego stopę, lecz przewodnik zabronił wycofać się w biegu. We wrześniu tego samego roku wziął udział również w igrzyskach paraolimpijskich w Rio de Janeiro. W półfinale został zdyskwalifikowany po tym, jak jego przewodnik Sylwester Lepiarz przekroczył linię przez Aleksandrem, co jest niedozwolone w zawodach. Po igrzyskach Aleksander i Sylwester rozstali się.
Poszukujący nowego przewodnika Aleksander nie znalazł godnego następcy Sylwestra przed mistrzostwami świata Londynie w 2017 roku. Ostatecznie jednak postanowili jeszcze raz wziąć wspólny udział. Na mistrzostwach świata zdobył brązowy medal w biegu na 1500 metrów (T11). W biegu eliminacyjnym pobił rekord życiowy, uzyskując najlepszy wynik kwalifikacji. W biegu finałowym zajął trzecie miejsce, przegrywając z Kenijczykiem Samwelem Mushaiem Kimaniem i Kanadyjczykiem Jasonem Dunkerleyem.
Rok później podczas mistrzostw Europy w Berlinie został mistrzem Europy w biegu na 1500 metrów (T11) razem z nowym przewodnikiem Krzysztofem Wasilewskim. Na tym samych mistrzostwach zdobył również srebrny medal na dystansie 5000 metrów (T11).
W 2019 roku na mistrzostwach świata w Dubaju zdobył swój drugi w karierze brązowy medal mistrzostw świata. W finale razem z Krzysztofem pobił rekord życiowy, lecz na mecie lepsi okazali się Brazylijczyk Júlio César Agripino Santos i Kenijczyk Samwek Mushai Kumani.

## Wyniki
| Rok  | Zawody                   | Miejscowość    | Konkurencja               | Wynik    | Pozycja    |
| ---- | ------------------------ | -------------- | ------------------------- | -------- | ---------- |
| 2015 | Mistrzostwa świata       | Doha           | Bieg na 1500 metrów (T11) | 4:16,80  | 4. miejsce |
| 2016 | Mistrzostwa Europy       | Grosseto       | Bieg na 1500 metrów (T11) | 4:22,66  | 3. miejsce |
| 2016 | Igrzyska paraolimpijskie | Rio de Janeiro | Bieg na 1500 metrów (T11) | DSQ      | DSQ        |
| 2017 | Mistrzostwa świata       | Londyn         | Bieg na 1500 metrów (T11) | 4:14,21  | 3. miejsce |
| 2018 | Mistrzostwa Europy       | Berlin         | Bieg na 1500 metrów (T11) | 4:22,45  | 1. miejsce |
| 2018 | Mistrzostwa Europy       | Berlin         | Bieg na 5000 metrów (T11) | 16:45,26 | 2. miejsce |
| 2019 | Mistrzostwa świata       | Dubaj          | Bieg na 1500 metrów (T11) | 4:08,71  | 3. miejsce |
| 2019 | Mistrzostwa świata       | Dubaj          | Bieg na 5000 metrów (T11) | DNF      | DNF        |